# Lower Pecos Canyonlands Archeological District
Ne doit pas être confondu avec Lower Pecos Canyon Archeological District.
Le Lower Pecos Canyonlands Archeological District est un district historique américain dans le comté de Val Verde, au Texas. Classé National Historic Landmark depuis le 13 janvier 2021, il est composé de 40 sites archéologiques, parmi lesquels 35 sont des propriétés contributrices au district. Parmi ces derniers, neuf contribuaient déjà au Seminole Canyon District, quatre au Mile Canyon Archeological District et deux au Lower Pecos Canyon Archeological District, avec lequel il ne faut pas le confondre.